# Distichophyllum montagneanum
Distichophyllum montagneanum là một loài Rêu trong họ Hookeriaceae. Loài này được (Müll. Hal.) Bosch & Sande Lac. mô tả khoa học lần đầu tiên vào năm 1861.